# 金子剛一
金子 剛一（かねこ たけかず）は、日本の実業家。

## 来歴・人物
明治大学付属中学校時代は野球部のキャプテン、サードとして活躍。当時のライバルに川田太三（ゴルフ評論家、立教大学付属中野球部）などがおり、野球、ゴルフ両方において交友が続けられている。
明治大学法学部卒業後、住友スリーエムに入社し、副社長まで務めた後、政府によるヘッドハンティングで、旧日本道路公団の民営化により発足した中日本高速道路の会長兼社長に抜擢された。
金子は国際派企業で培った視点から日本の高速道路の未来を見据え、2012年4月の新東名高速道路の開通に於いては、EXPASA・NEOPASAなど、ユニークな商業施設を展開。アパレル、時計・宝飾品や限定品なども販売し、「目的地になるサービスエリア」を目指し、121店舗のうち半数以上の67店舗を高速道路初出店となる店を誘致した。高速道路以外への展開も開始し、国際的な展開も視野に入れる。
元より、金子の会長兼社長の就任は、2010年に前原誠司国土交通相（当時）が高速道路会社の社長人事で天下りを排除する姿勢を示す狙いで、全国6社全ての社長に民間企業出身者を送り込んだ人事であったが、その後国交省は民営化後の経営効率化が十分進んでいないなどとして、5社の社長を代えた中で、「新東名の開通や新しい複合商業施設の開業など実績を上げた」とし、その業績を高く評価し金子のみ留任することとなった。
世界一の高速道路会社を目指すとして、5カ年の経営計画を策定・公表し、事業を推進していたが、2012年12月に笹子トンネル天井板落下事故が発生したことにより、安全性向上の取組みを優先するとして、軌道修正を余儀なくされている。
2014年6月に中日本高速道路の社長を退任し
た
2017年11月笹子トンネル事故で書類送検
。

## 略歴
- 1966年 – 明治大学法学部 卒業
- 1968年 – 住友スリーエム入社。明治大学大学院 商学研究科修士課程 修了
- 1985年 – 同社 原価部長
- 1990年 – 同社 財務本部長
- 1992年 – 同社 取締役財務本部長
- 1997年 - 同社 3Mアジア太平洋地域財務担当ディレクター
- 2000年 - 同社 取締役人事本部長兼スリーエムフェニックス代表取締役社長
- 2001年 - 同社 常務取締役
- 2003年 - 同社 代表取締役副社長
- 2009年 – 同社 特別顧問
- 2010年 – 中日本高速道路 代表取締役会長兼社長[2]
- 2012年 – 同社 代表取締役社長[3]
- 2014年 - 退任

## 参考
- グリーンの教え